# Шалкаускис, Стасис
Стасис Шалкаускис (лит. Stasys Šalkauskis; 16 мая 1886, Арёгала (ныне Расейнский район, Литва) — 4 декабря 1941, Шяуляй) — литовский философ и педагог, профессор, доктор философии, ректор каунаского Университета Витовта Великого.

## Биография

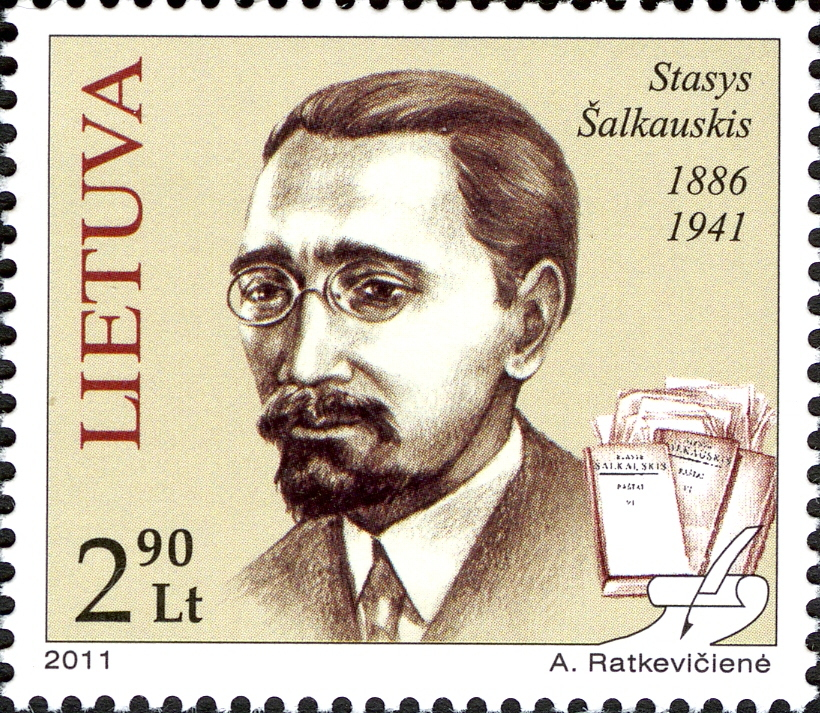
Стасис Шалкаускис на почтовой марке Литвы. 2011 г.

Сын врача. Окончил Шавельскую мужскую гимназию. Затем изучал юриспруденцию и экономику в Московском Императорском университете в 1905—1911 годах. Во время пребывания в Москве участвовал в деятельности Литовского студенческого общества, в 1907—1908 годах прочёл там несколько рефератов, в которых дал «общую критику установок и идеалов литовских студентов». Не поддерживал революционные и нигилистические настроения большинства студентов-литовцев. Как впоследствии вспоминал сам философ, 

«Разрушительные установки и нетерпимость в отношении инакомыслящих всегда меня ужасали».
По состоянию здоровья, начиная с 1908 года, проживал в Самарканде — для укрепления слабых лёгких ему требовался теплый климат. Там Шалкаускис готовился и к экзаменам. В апреле 1910 года вернулся в Москву для сдачи экзаменов и пробыл около года. Во время пребывания в Москве участвовал в Религиозно-философских собраниях, центре русского богоискательства. Позже Шалкаускис напишет, что «всё это было для меня и ново, и одновременно соответствовало моим духовным востребованиям». В то время его заботило «дело выяснения своего мировоззрения», так как ещё в гимназии он усомнился в существовании Бога.
После сдачи экзаменов вернулся в Самарканд, работал помощником адвоката. Свободное время уделял философии, переводил для журнала „Ateitis“ сочинения Владимира Соловьёва. Именно этот русский философ, а также французский эссеист Эрнест Элло (Ernest Hello, 1828—1885), произведения которого были знакомы Шалкаускису ещё с гимназических времён, определили христианскую направленность его мировоззрения.
Первая большая самостоятельная работа «Церковь и культура» (на литовском языке), напечатанная в 1913—1914 годах в журнале „Draugija“, не только принесла известность автору, но и способствовала получению стипендии для обучения в Западной Европе. Он с 1915 года стал изучать философию в Фрайбургском Католическом университете. Здесь философия В. Соловьёва в восприятии Шалкаускиса дополнилась схоластическими элементами.
В 1919 году защитил докторскую диссертацию „L’Ame du Monde dans la philosophie de Vladimir Soloviev“ (1919).
В 1920 году вернулся в Литву. В 1921—1922 годах преподавали на Высших курсах в Каунасе. В 1922—1940 годах читал лекции по философии, педагогике, логике, эстетике на философско-теологическом факультете Университета Витовта Великого (до 1930 года носившего название Литовского университета) в Каунасе. Профессор (1922).
Инициатор создания в 1922 году, с 1933 года — академик, а в 1938—1940 годах — президент Литовской католической научной академии. В 1927—1930 годах — председатель Литовской молодёжной католической Федерации „Ateitis“.
С 1939 года был последним ректором Университета Витовта Великого до советизации Литвы летом 1940 года.
Среди его учеников и последователей был католический философ Антанас Мацейна (1908—1987).

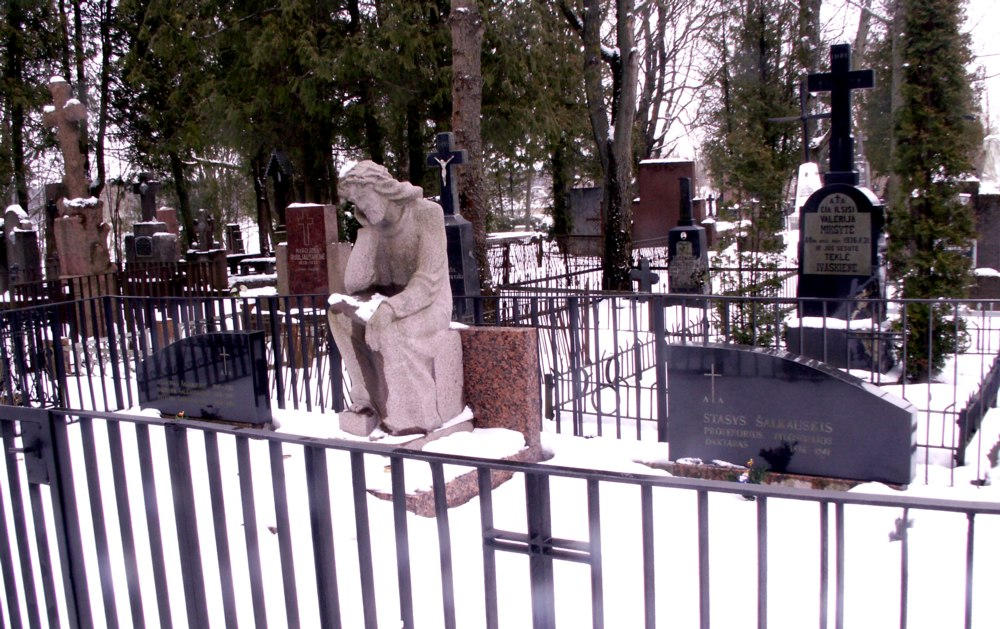
Могила Стасиса Шалкаускиса на Шяуляйском кладбище

## Избранные труды
- Bažnyčia ir kuпltūra, 1913
- Kultūros filosofijos metmenys, 1926
- Bendrosios mokslinio darbo metodikos pradai, 1926—1933
- Visuomeninis auklėjimas, 1932
- Ateitininkų ideologija, 1933
- Lietuvių tauta ir jos ugdymas, 1933
- Bendroji filosofijos terminologija, 1938
- Raštai. — V.: Mintis, 1990.
- Rinktiniai raštai. — V.: Vaivorykštės, 1992.